# Clambake
Clambake er en amerikansk film fra 1967. Filmen, hvis hovedrolle blev spillet af Elvis Presley, blev produceret af Jules Levy, Arthur Gardner og Arnold Laven på United Artists og med Arthur H. Nadel som instruktør.
Filmen blev indspillet fra slutningen af marts til 27. april 1967 og havde premiere den 22. november 1967. Den havde dansk premiere den 26. december 1968. 
Clambake var den 25. i rækken af film med Elvis Presley og blev filmet en lang række solfyldte steder i både Florida og Californien samt – selvfølgelig – i Hollywood. Filmen, hvis manuskript blev skrevet af Arthur Browne Jr., handler om den rige "fars søn", der bytter rolle med en fattig surf-instruktør, for på den måde at se, hvordan folk behandler ham når der ikke skal tages hensyn til hans rigdomme og position. Det hele ender naturligvis lykkeligt, hvor den rigtige fyr får den rigtige pige.
Den danske titel på Clambake var Playboy i bølgegang.

## Musik
Filmen affødte, som ved de fleste af Presleys film, et soundtrack i form af en LP-plade med samme titel som filmen. Alle LP'ens sange er indspillet i februar og september 1967 og rummer udover sangene fra filmen tillige en række "bonussange", hvoraf både "Guitar Man" og "Big Boss Man" blev udsendt på singleplade. RCA tog det usædvanlige skridt, at man lod "Guitar Man" blive åbningsnummeret på LP'en i stedet for titelmelodien "Clambake".
LP'en Clambake rummer følgende 12 sange:

### Side 1
- "Guitar Man" (Jerry Reed) (bonussang), indsp. 10. september 1967,
- "Clambake" (Ben Weisman, Sid Wayne), indsp. 21. februar 1967,
- "Who Needs Money" (Randy Starr), indsp. 22. februar 1967,
- "House That Has Everything" (Roy C. Bennett, Sid Tepper), indsp. 21. februar 1967,
- "Confidence" (Roy C. Bennett, Sid Tepper), indsp. 22. februar 1967,
- "Hey, Hey, Hey" (Joe Byers), indsp. 22. februar 1967.

### Side 2
- "You Don't Know Me" (Cindy Walker, Eddy Arnold), indsp. 11. september 1967,
- "The Girl I Never Loved" (Randy Starr), indsp. 21. februar 1967,
- "How Can You Lose What You Never Had" (Ben Weisman, Sid Wayne), indsp. 21. februar 1967,
- "Big Boss Man" (Al Smith, Luther Dixon) (bonussang), indsp. 10. september 1967,
- "Singing Tree" (A. Owens, A. Solberg) (bonussang), indsp. 11. september 1967,
- "Just Call Me Lonesome" (Rex Griffin) (bonussang), indsp. 10. september 1967.

"You Don't Know Me" blev i første omgang indspillet 21. februar 1967, men blev genindspillet den 11. september 1967. Det var genindspilningen der blev brugt i filmen og som blev udsendt på soundtracket. Indspilningen fra 21. februar blev i 1994 udsendt af RCA på albummet Double Features: Kissin' Cousins/Clambake/Stay Away, Joe.
"Who Needs Money" er en duet med Elvis og Will Hutchins, der spiller rollen som den fattige surf-instruktør, der bytter identitet med Elvis.

## Andet
Selv om handlingen er henlagt til det flade Florida er det på en del af udendørsoptagelserne muligt at se bjerge i baggrunden. Dette skyldes de mange scener, der blev "skudt" i Californien, og som er klippet ind for at agere Florida.
Elvis' kvindelige modspiller i filmen var Shelley Fabares. Hun er den eneste, der spillede Elvis' store kærlighed igennem tre forskellige film, nemlig, udover denne, Girl Happy fra 1965 og Spinout fra 1966.